# BAP Gamarra
«Гама́рра» — бригантина перуанского флота, сестра корабля BAP «Гисе». Его приобретение состоялось во время первого правления президента Рамона Кастилья-и-Маркесадо, а название было дано в честь бывшего президента Перу Агустина Гамарры.
Корабль был построен в 1843 году на верфях города Триест — в то время находившегося под властью Австрийской империи, а теперь ставшего частью Италии — по заказу перуанского правительства. Его водоизмещение составляло 415 тонн, длина — 77 футов (23,5 м), ширина — 24 фута (7,3 м), осадка — 14 футов (4,3 м). Он был вооружён 16 орудиями, а его экипаж состоял из 136 человек.

## История службы
После аннексии территории нынешней Калифорнии (наряду с другими землями) Соединёнными Штатами в 1848 году поиски золотых месторождений вызвали золотую лихорадку, привлекшую множество иммигрантов. Распространённой для того времени практикой было прибытие к калифорнийскому побережью судов — в том числе из Перу — с продовольствием, одеждой и инструментами. После продажи груза экипажи часто покидали корабли, чтобы принять участие в золотой лихорадке, оставляя суда брошенными или запущенными в порту Сан-Франциско.
В связи с этим президенту Рамону Кастилье была направлена просьба. 21 декабря 1848 года он приказал отправить в Сан-Франциско корабль «Гамарра», под командованием капитана Хосе Марии Сильвы Родригеса. Перед миссией была поставлена задача найти и, по возможности, вернуть перуанские корабли. «Гамарра» отплыл 25 января 1849 года и прибыл в Сан-Франциско в середине марта.
По прибытии миссия обнаружила девять перуанских судов: баржи «Элиза» и «Сан-Хосе», бригантины «Сусана», «Мазеппа», «Кальдерон», «Воланте» и «Андреа», а также шхуны «Белла Анхелита» и «Аталанте». Суда, признанные пригодными для плавания, были отремонтированы и переоборудованы для обратного пути, а другие были проданы.
«Гамарра» сделал короткие остановки в Пайте и Уачо, а затем вернулся в Кальяо 30 августа 1849 года.
В 1850 году Рамон Кастилья в своём послании Конгрессу упомянул о миссии, выполняемой кораблём:
Для понимания нынешнего состояния военно-морского флота не нужно проводить обширные расследования. Достаточно созерцать, как наш флаг с честью выполняет в Калифорнии обязанности, с которыми не справились другие уважаемые флаги.Президент Рамон Кастилья в Конгрессе Перу, 1850 год